# Arboletes
Arboletes é uma cidade e município da Colômbia, no departamento de Antioquia. Tem uma extensão de 710 quilômetros quadrados e, segundo o censo de 2002, sua população é formada por 22 480 habitantes.